# Tractatus Theologico-Politicus

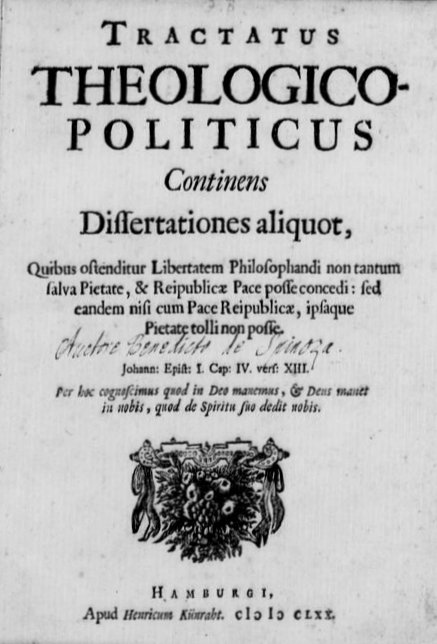
Tractatus Theologico-Politicus

Escrito pelo filósofo holandês, de origem portuguesa, Benedictus de Spinoza o Tractatus Theologico-Politicus (Tratado teologico-político) foi um dos textos mais controversos do início do período moderno, tendo sido publicado em 1670 de forma anônima. Em 1665, Spinoza dedicava-se ao desenvolvimento do projeto da Ética (tinha então já redigido as três primeiras partes), quando uma série de acontecimentos disseminados na Europa mostrando-lhe o quanto teólogos e sua teologia contribuíam de modo decisivo ao tolhimento da liberdade humana, o impeliram a suspender temporariamente a redação da Ética e iniciar a redação de um livro em que ele expunha sua visão das Escrituras. A dicotomia servidão-liberdade trespassa a obra. O livro tem como escopo mostrar o quanto a teologia contribui para manter os homens num estado de servidão, e o quanto a construção da liberdade humana passa pela autonomia plena da política relativamente à religião. Nesse sentido, o livro foi revolucionário ao argumentar de modo radical em favor da laicidade do estado. O livro se estrutura do seguinte modo: os capítulos de I a III desconstroem as noções de "profecia" e "profetas" à luz do significado de "conhecimento"; os capítulos IV, V e VI elucidam a noção de "lei divina" e "milagres" tendo como parâmetro a ontologia da Ética; entre os capítulos VII e XV, o sentido das Escrituras é escrutinado - do método de como devem ser lidas, às relações entre o Velho e o Novo Testamento e o conteúdo global delas; por fim, nos capítulos XVI AO XX, Spinoza trata do quanto a potência da política é tanto mais eficaz quanto maior é sua autonomia em relação à religião e o discurso teológico. 
Esse trabalho foi publicado de forma anónima em 1670 por Jan Rieuwertsz em Amsterdam. Para proteger o autor e o editor de possíveis revides políticos, a cidade da publicação consta como Hamburgo e o editor como Henricus Kunraht. A obra foi escrita em latim novo ao invés do holandês popular como forma de evitar a censura das autoridade holandesas. O livro provê uma crítica da intolerância religiosa e faz um apelo para uma sociedade secular, enquanto trata de dois temas principais: crítica da religião e filosofia política.